# Hashemite Supremacy
Dieser Artikel wurde in der Qualitätssicherung Religion eingetragen. Hilf mit, die inhaltlichen Mängel dieses Artikels zu beseitigen, und beteilige dich an der Diskussion.
Mit Hashemite Supremacy (englisch für haschemitischen Suprematismus, haschemitische Vorherrschaft oder Überlegenheit der Haschimiten, arabisch الاستعلاء الهاشمي, DMG al-Istiʿlāʾ al-Hāšimī) wird in der islamischen Welt eine rassistische Ideologie bezeichnet, welche auf der religiösen Annahme beruht, dass die Großfamilie des Propheten Mohammed bzw. ihre Nachkommen anderen muslimischen Menschen prinzipiell überlegen seien und ihre privilegierte Stellung daher gewährleistet werden müsse.
Die Theorie wurde durch die gesamte islamische Geschichte in einer politischen Form (Gottesgnadentum) ausgenutzt und angewendet, was auf einer Begründung für monarchische Herrschaftsansprüche hinweist. Gegenwärtig dient sie der Legitimation einiger islamischer Regierungen und politischer Parteien in Ländern wie Iran, Jemen, Libanon und Irak.

## Theorie der Haschemitischen Überlegenheit
Die Theorie der Vorherrschaft und Überlegenheit der Haschimiten basiert auf verschiedenen islamischen religiösen Texten wie Koran und Aussprüchen des Propheten Mohammed, dass Haschemiten, besonders Ahl al-bait, allen anderen (und damit muslimischen) Menschen überlegen seien und ihre privilegierte Stellung daher gewährleistet werden müsse. Haschemiten (arabisch بنو هاشم Banū Hāschim) sind ein weitläufiger Clan des mekkanischen Stammes der  Quraisch, der nach dem Urgroßvater des Propheten Mohammed benannt ist. Heute gibt es mehrere Dynastien, die in verschiedenen islamischen Ländern haschimitische Herkunft für sich in Anspruch nahmen. Die haschemitischen Dynastien sind manchmal in sich geteilt, indem eine den anderen vorzieht, je nach der Nähe zum Propheten Mohammed. So wird heute Ahl al-bait („Leute des Hauses“) fast ausschließlich für die Familie bzw. die Nachkommen des Propheten Mohammed verwendet.
Die Haschimiten hatten während der islamischen Geschichte immer eine Sonderrolle. Der folgende Vers im Koran stellt die Sonderstellung der Familie des Propheten im Islam dar: „Gott möchte ja die Unreinheit von euch nehmen, ihr Leute des Hauses, und euch ganz und gar reinigen.“ – 33:33. Die Theorie wurde erst dann während der Zeit der Rechtgeleiteten Kalifen politisch gestärkt, wobei die Stellung der Verwandten des Propheten im islamischen Denken privilegiert wurde. Danach wurde die Theorie wegen des Machtkonflikts noch stärker vertieft, besonders von den Schiiten, für die die Prophetenfamilie eine herausragende Rolle spielt. Nach ihrem Glauben ist Liebe zur Prophetenfamilie eine der wichtigen von Gott auferlegten Pflichten. Die Theorie ist auch durch die geehrten Zeichnungen der Haschimiten gezeigt, wie Ehrentitel Scharif, Sayyid usw. Im Gegensatz stehen manchmal (beispielsweise im Jemen) herabsetzende Bezeichnungen als Beleidigung für diejenigen, die nicht dazu gehören. Jahrhundertelang waren die Haschimiten auch von der Pflicht zur Zakat-Zahlung ausgenommen. Insoweit glauben die meisten Haschemiten an ihr Recht auf 20 % des staatlichen Mittels (das fünfte), was zum Beispiel die Huthi im Jahr 2020 im Jemen zu legalisieren versuchten.
Im Irak verehren die Schiiten die haschimitischen Religionsgelehrten, die sich durch schwarze Turbane auszeichnen und in Bezug auf Wissen und Blut die direkten Erbfolger des Propheten Mohammed seien. Deswegen gab es in den letzten Jahrhunderten an der Spitze oberster Konfessionsschulen im Iran und im Irak viele haschimitische Religionsgelehrte wie Moḥammad Mahdī Baḥr al-ʿUlūm, Mohammad Hasan Schirazi, Abu l-Hasan al-Isfahani und Abū l-Qāsim al-Chū'ī. Außerdem entstanden Familien, um die sich einflussreiche politische Loyalitäten gebildet haben, wie die Aal Alhakeem und Aal Assadr.

## Rassische Diskriminierung
Haschemiten bezeichnen sich als eine höhere Klasse als der Rest der Gesellschaft. Sie verbieten streng die Heirat der haschemitischen Frauen mit Nicht-Haschimiten. In der 1962 gegründeten Republik des Nordjemens verboten die Haschimiten als Machthaber den Rest des Volks bestimmte Namen wie Mohammed, Ahmed, Abdullah, Abdulrahman usw. zu haben und zwangen die Träger dieser Namen, sie zu verzerren, um Nicht-Haschimiten von Haschimiten zu unterscheiden. Bis heute zeichnen sich die Haschimiten dort durch einen Kleinfinger-Ring mit einem großen Schmuckstein und auch durch das andersartige Tragen des traditionellen Jambias (Krummdolch wird am Gürtel getragen) aus, wobei sie ihn schräg tragen. Die Haschemiten werden in verschiedenen islamischen Ländern besonders behandelt, manchmal schreibt man ihnen Heiligkeit zu.
Im Irak stehen die Nachkommen von Propheten Mohammed und Alī ibn Abī Tālib (Vetter und Schwiegersohn des Propheten) an einer hohen Stelle in der sozialen Rangordnung, wobei sie als lokale Führer gelten und mit Machthabern wie Clan-Scheichs, Gouverneuren und Beherrschern konkurrieren. Neben der Hierarchie sind die Haschimiten auch mit der Grundherrschaft verbunden, indem behauptet wird, dass sie das Recht auf 20 % der Ländereien haben, wie im Südirak unter den schiitischen Fellachen und im Nordirak unter den saisonalen Fellachen und kurdischen Hirten, wobei ihnen aus diesem behaupteten Recht oder als Dotation oder Gelübde fruchtbares Land gegeben wird. Außerdem verlangen sie vom Rest des Volkes Gehorsam, Verweigerern drohe die Verdammnis. So werden die Haschimiten als Ehrenführer für Clans mit anderen unterschiedlichen Abstammungen verehrt, wie beim kurdischen Barzani-Clan oder beim beduinischen Al-Muntafiq-Emirat.